# Уолдо, Кэролин
Кэролин Джейн Уолдо-Бальтцер (англ. Carolyn Jane Waldo-Baltzer; 11 декабря 1964 года, Монреаль, Квебек, Канада) — канадская спортсменка, выступавшая в синхронном плавании. Двукратная олимпийская чемпионка, серебряный призёр Олимпийских игр, трёхкратная чемпионка мира, чемпионка Игр Содружества. Офицер ордена Канады.
Выступала в дуэте с Мишель Кэмерон, а также в соло и группе.
После завершения карьеры по 2015 год работала корреспондентом на канале CJOH-DT (Оттава).

## Награды и звания
- Офицер ордена Канады (17 ноября 1988 года).[1]
- Приз имени Лу Марша (1988).
- Включена в Международный зал славы плавания.[2]